# 장검

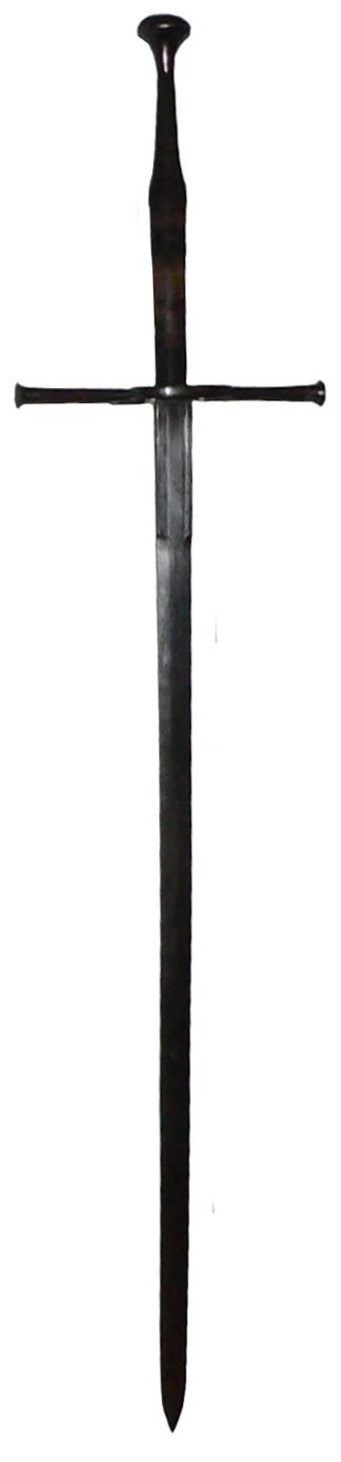
1500년경 만들어진 스위스 장검.

장검(長劍, 영어: Longsword 롱소드[*])은 서양에서 사용된 도검의 일종으로, 날밑이 길어서 전체적으로 십자가 형태를 하고, 양손으로 잡을 수 있는 긴 손잡이에, 날 길이 100 ~ 160 cm의 검이다. 중세 후기에서 문예부흥기(1350년경 ~ 1550년경)에 가장 널리 사용되었으나, 발생하고 완전히 퇴역하기까지는 13세기에서 17세기까지 400여년이 걸린 대중적인 무기였다.

## 명칭
Longsword의 명칭은 네덜란드에서는 grootzwaard, 독일에서는 Langschwert, 이탈리아에서는 spadone 또는 spada longa, 포르투갈에서는 montante라고 불렀다. 프랑스어의 espée bastarde는 롱소드의 한 종류를 특정지어 일컫는 말이고 이것이 영어로 bastard sword, 바스타드 소드를 말하는 것이다.
또한 hand-and-a-half sword, greatsword, bastard sword라고 부르기도 한다.
유럽의 중세 후기~르네상스 시대에 사용된 장검류. 13세기에서 17세기 사이에 주로 사용되었다. 베고, 자르고, 찌르는 모든 공격에 적합하다. 칼날 뿐만 아니라 폼멜과 크로스가드 역시 무기로 사용하는 공격 기법이 존재한다.
십자가형 힐트에 곧게 뻗은 양날을 지니고 있으며, 날 길이는 보통 90cm (35 인치)를 넘는 편, 양손으로 쓰기 때문에 그립 길이도 15cm (6인치) 가량은 된다. 평균적인 전체 길이는 105cm (41인치)에서 120cm (47인치) 내외. 무게는 가벼운 것은 2 파운드 (대략 1kg), 무거우면 4파운드 (대략 2kg) 정도. 이 기준은 평균적인 수치일 뿐임을 주의하자. 장검은 꽤나 다양한 종류를 말하기 때문에 이 기준을 벗어나는 물건도 충분히 존재한다.

## 롱소드의 성립
중세 초~중기까지 한손 검, 아밍 소드가 사용된 것은 당시 무구의 형태 때문이다.
당시 유럽에서 사용하던 주류 갑옷은 체인메일인데, 사실 체인메일은 가죽갑옷보다는 방어력이 우수하지만 후대의 판금갑옷에 비교하자면 그다지 우수한 갑옷은 아니다. 아무래도 화살이나 창 같은 것의 찌르기에는 영 약하고, 베는 공격은 막아주지만 너무 유연하기 때문에 베이진 않아도 휘두른 칼의 충격력은 고스란히 전달된다. 때문에 체인메일을 사용할 때는 상대의 공격을 막아낼 방패가 필수적이었다.
하지만 판금을 섞어쓰기 시작하는 트랜지셔널 아머와 완전 판금화가 이루어진 플레이트 아머가 등장하는 중세 후기에 도달하면 더 이상 방패를 들 필요가 없어진다. 방패는 방어력에는 크게 도움되지만 여러모로 거추장스럽기 때문에 시대가 흐르며 갑옷의 방어력이 점차 높아져가는 과정에서 라운드 실드 → 카이트 실드 → 히터 실드 하는 식으로 크기를 줄여나간다. 결국 판금화를 거의 이루어가는 시점에서는 더 이상 방패에 의존하지 않아도 필요충분한 방어력이 나오게 되므로 방패를 버리고 칼을 양손으로 잡는 양손검술이 보편화되었다. 롱소드는 양손검술이 일반화된 시대의 주류로 떠오른 장검이다. 물론, 롱소드가 아밍 소드를 완전히 대체하지는 않는다. 롱소드 시대에도 한손 장검 쓰는 사람은 얼마든지 있었다.
물론 한손검인 아밍 소드가 주류를 이루던 시대에도 양손검은 존재했는데, 롱소드는 대략 14세기부터 그 전성기를 맞이하지만 이르면 13세기 경에도 War-sword 등으로 불리면서 등장한다. 아밍 소드를 사용하던 시대에는 롱소드 크기에 해당하는 양손검은 흔히 War-sword라고 불렀다. 워소드는 전쟁용 도검이란 말이므로 보통의 아밍 소드도 워소드라고 부를 수 있고 그런 예도 있으나, 아밍 소드 체급은 표준적인 도검이라 그냥 '소드' 정도로만 언급하는게 보통이다. 워소드라고 하면 대체로 대형검을 칭하는 용어로 보아도 무방할 것이다.
그래서, 방패의 방어력을 희생할만한 가치는 분명히 있으니까 체인메일의 시대에도 롱소드를 양손으로 휘둘러대는 경우는 분명히 있었다. 그렇다면 13세기 이전... 중세 초기, 바이킹 시대, 노르만족의 영국 정복, 십자군(~3차까지) 전쟁 등의 이른 시기에는 롱소드 같은 한손반/양손검이 없었는가 하는 의문에 대해서는 현재로서는 이렇다할 유물적인 근거를 찾기가 힘들다.

## 한국 판타지에서 가장 잘못 알려진 도검
여태껏 한국 판타지 장르에서 바스타드 소드라고 부르던 도검들은 전부 다 롱소드라고 불러야 한다. 반면에 롱소드라고 부르던 도검은 모두 다 아밍 소드라고 불러야 한다. 롱소드는 양손으로 다루는 것이 기본인 검이다. 우리에게 알려진 중세 말/르네상스 시대의 롱소드 검술들은 모두 양손 기법을 기본으로 한다. 하지만 무게와 밸런스가 적절하기 때문에 필요하다면 한 손으로도 쓸 수 있다.
롱소드가 양손검이 아닌 한손으로 쓰는 한손검이라고 잘못 알려진 것은 판타지와 게임이 범인이다. 더불어 국내에서 몇 안되는 전문서적이라고 여겨지던 판타지 라이브러리 시리즈 같은 오류가 많은 책 덕분에 오해를 굳혔다. 기사가 방패와 함께 사용하던 한손 장검은 아밍 소드(arming sword)라고 부른다. 장검이라는 포괄적인 의미에서 롱소드라고 부른다면 틀린 말은 아니지만, 아밍 소드의 존재를 모르고 한손검을 롱소드라고 부른다면 크게 잘못된 것이다.
바스타드 소드는 15세기 초에 등장한 특정 형태의 롱소드 중 일부(그것도 좁은 의미의 롱소드)를 지칭하는 용어다.
바스타드 소드의 성립 조건은 등장 시대와 그립과 칼날의 형태인데, 15세기 초 경에 진짜 투핸더의 긴 그립은 아니지만 두 손으로 쥐고 사용할 수 있는 한손 반 크기의 waisted grip을 가진 롱소드를 프랑스어로 Espée Bastarde라고 불렀고 이것이 영어로 와서 바스타드 소드가 된 것이다. 그런데 저 웨이스티드 그립은 다른 롱소드에도 금세 전파가 되었다. 그렇기 때문에 롱소드와 바스타드 소드는 거의 차이가 없다.
바스타드 소드를 굳이 구분할때는 웨이스티드 그립 뿐만 아니라 심하게 테이퍼가 진 칼날 형태도 포함하는 편이다. 즉 테이퍼 진 칼날에 한손반 그립을 가진 롱소드를 바스타드 소드라고 특징지어 말한다. 테이퍼진 칼날은 무게 중심이 그립 가까이로 오기 때문에 다루기가 좋다. 또한 웨이스티드 그립은 한손으로 다룰때 손 안에서 미끄러지지 않게 꽉 잡기 좋기 때문에, 양손검 크기이면서도 한손으로 다루기 적절하다.

## 롱소드의 검술
중세 후기에 융성하기 시작한 롱소드 검술은 크게 요하네스 리히테나워의 계보인 독일계와 피오레 디 리베리의 이탈리아계로 나뉜다.
중세 후기/르네상스 시대의 검술은 맨몸일 때와 갑옷을 입었을 때, 기마시의 경우를 모두 상정하고 있고, 롱소드뿐만 아니라 창, 폴암, 한손검, 캄프링겐, 단검술 등 다양한 무기를 두루 다루고 있으며, 전장에서의 전투와 재판 결투, 길거리에서의 호신의 상황을 전부 취급하는 종합 무술이었다.
특히 무기술에서 롱소드를 가장 중시하는 것은 롱소드의 기술이 표준으로써 다른 무기에도 동일하게 사용할 수 있는 원리를 품고 있기 때문이다.

## 같이 보기
- 에스톡
- 스파타 (무기)
- 츠바이헨더